# Jabal al-Kana'is
Jabal al-Kana'is este un munte din Guvernoratul Hama din Siria. Are o altitudine de 1.259 de metri, fiind cel mai înalt munte din Guvernoratul Hama și al 165-lea cel mai înalt din Siria.